# Final Four 2016 da Euroliga
O Final Four 2016 da Euroliga é a fase derradeira temporada 2015-16 da maior competição de clubes de basquetebol na Europa. O quadrangular final da competição que é decidido desde 1988 (Gante, Bélgica) em uma única cidade, teve por vez Berlim com jogos realizados no Mercedes-Benz Arena (14.500 lugares).
Os quatro classificados para a derradeira final são CSKA Moscou (RUS), Fenerbahçe Istambul (TUR), Lokomotiv Kuban Krasnodar (RUS) Laboral Kutxa Vitoria (ESP).

## A Sede
A Capital Alemã havia sido a sede do Final Four em 2009 no mesmo local e na ocasião o Panathinaikos Atenas conquistou seu quinto título sob a batuta do sérvio Želimir Obradović.  A Euroleague Basketball optou por sediar o Final Four em Berlim por considerar o evento de 2009 um sucesso e por todo o apoio que os berlinenses dispendem ao Alba Berlin, que joga na mesma arena, com altas médias de públicos.

## Clubes Participantes
| Clubes                    | RTR | PTR    | R16  | P16    | PO  |
| ------------------------- | --- | ------ | ---- | ------ | --- |
| Fenerbahçe Istambul       | 8-2 | 1º (A) | 11-3 | 1º (E) | 3-0 |
| CSKA Moscou               | 9-1 | 1º (D) | 10-4 | 1º (F) | 3-0 |
| Lokomotiv Kuban Krasnodar | 8-2 | 1º (C) | 9-5  | 2º (E) | 3-2 |
| Laboral Kutxa Vitoria     | 6-4 | 3º (B) | 9-5  | 2º (F) | 3-0 |

## Semifinais

### Semifinal 1 - CSKA Moscou x Lokomotiv Kuban
| 13 de maio 18:00 | Relatório | CSKA Moscou                                               | 88–81 | Lokomotiv Kuban Krasnodar                                  |  | Mercedes-Benz Arena, Berlim Público: 11 261 |  |
| 13 de maio 18:00 | Relatório | Placar por quarto: 23–12, 24-25, 21-22, 20-22             |       |                                                            |  | Mercedes-Benz Arena, Berlim Público: 11 261 |  |
| 13 de maio 18:00 | Relatório | Pts: de Colo 30 Rbts: Hines e Kurbanov 7 Asts: Teodosić 6 |       | Pts: Delaney 26 Rbts: Randolph 11 Asts: Delaney e Draper 4 |  | Mercedes-Benz Arena, Berlim Público: 11 261 |  |

| CSKA Moscou | CSKA Moscou  | CSKA Moscou       | CSKA Moscou       | CSKA Moscou       | CSKA Moscou       |
| Jogador     | Jogador      | Pts               | Reb               | Assts             | Minutos           |
| ----------- | ------------ | ----------------- | ----------------- | ----------------- | ----------------- |
| 1           | de Colo      | 30                | 3                 | 4                 | 32:48             |
| 4           | Teodosić     | 8                 | 1                 | 6                 | 24:51             |
| 7           | Fridzon      | 13                | 1                 | 0                 | 16:39             |
| 8           | Nichols      |                   |                   |                   |                   |
| DNP         |              |                   |                   |                   |                   |
| 9           | Jackson      | 0                 | 0                 | 0                 | 5:07              |
| Suplentes   |              |                   |                   |                   |                   |
| 12          | Korobkov     |                   |                   |                   |                   |
| DNP         |              |                   |                   |                   |                   |
| 20          | Vorontsevich | 9                 | 4                 | 0                 | 21:10             |
| 22          | Higgins      | 7                 | 2                 | 1                 | 22:02             |
| 30          | Kulagin      |                   |                   |                   |                   |
| DNP         |              |                   |                   |                   |                   |
| 31          | Khryapa      | 9                 | 0                 | 3                 | 20:37             |
| 41          | Kurbanov     | 4                 | 7                 | 1                 | 20:09             |
| 42          | Hines        | 8                 | 7                 | 3                 | 36:37             |
| Treinador   | Treinador    | Dimitrios Itoudis | Dimitrios Itoudis | Dimitrios Itoudis | Dimitrios Itoudis |

| Lokomotiv Kuban | Lokomotiv Kuban | Lokomotiv Kuban | Lokomotiv Kuban | Lokomotiv Kuban | Lokomotiv Kuban |
| Jogador         | Jogador         | Pts             | Reb             | Assts           | Minutos         |
| --------------- | --------------- | --------------- | --------------- | --------------- | --------------- |
| 0               | Delaney         | 26              | 3               | 4               | 34:07           |
| 3               | Randolph        | 13              | 11              | 1               | 29:30           |
| 9               | Claver          | 2               | 5               | 2               | 18:57           |
| 18              | Voronov         | 0               | 0               | 0               | 3:05            |
| 45              | Broekhoff       | 10              | 5               | 1               | 33:31           |
| Suplentes       |                 |                 |                 |                 |                 |
| 1               | Singleton       | 6               | 5               | 1               | 26:53           |
| 4               | Draper          | 17              | 1               | 4               | 25:46           |
| 10              | Bykov           | 0               | 0               | 0               | 3:25            |
| 12              | Janning         | 7               | 0               | 1               | 22:58           |
| 15              | Kolyushkin      | -               | -               | -               | DNP             |
| 17              | Balashov        | -               | -               | -               | DNP             |
| 20              | Zubkov          | 0               | 0               | 0               | 1:48            |
| Treinador       | Treinador       | Bartzokas       | Bartzokas       | Bartzokas       | Bartzokas       |

### Semifinal 2 - Fenerbahçe Istambul x Laboral Kutxa Vitoria
| 13 de Maio 21:00 (CEST) | Relatório | Fenerbahçe Istambul                                      | 88–77 | Laboral Kutxa Vitoria                              | OT | Mercedes-Benz Arena, Berlin Público: 11.216 Árbitros: Christos Christodoulou (GRE), Borys Rhyzhyk (UKR), Oļegs Latiševs (LAT) |  |
| 13 de Maio 21:00 (CEST) | Relatório | Placar por quarto: 23–15, 18–25, 14–17, 17–15, OT: 16–5  |       |                                                    | OT | Mercedes-Benz Arena, Berlin Público: 11.216 Árbitros: Christos Christodoulou (GRE), Borys Rhyzhyk (UKR), Oļegs Latiševs (LAT) |  |
| 13 de Maio 21:00 (CEST) | Relatório | Pts: Bogdanović 18 Rbts: Antić, Datome 7 Asts: Sloukas 7 |       | Pts: Bourousis 22 Rbts: Bourousis 10 Asts: Adams 7 | OT | Mercedes-Benz Arena, Berlin Público: 11.216 Árbitros: Christos Christodoulou (GRE), Borys Rhyzhyk (UKR), Oļegs Latiševs (LAT) |  |

| Fenerbahçe Istambul | Fenerbahçe Istambul | Fenerbahçe Istambul | Fenerbahçe Istambul | Fenerbahçe Istambul | Fenerbahçe Istambul |
| Jogador             | Jogador             | Pts                 | Reb                 | Assts               | Minutos             |
| ------------------- | ------------------- | ------------------- | ------------------- | ------------------- | ------------------- |
| 35                  | Bobby Dixon         | 3                   | 5                   | 0                   | 29:12               |
| 13                  | Bogdan Bogdanović   | 18                  | 6                   | 3                   | 30:30               |
| 70                  | Luigi Datome        | 15                  | 7                   | 2                   | 37:07               |
| 12                  | Pero Antić          | 8                   | 7                   | 2                   | 17:35               |
| 8                   | Ekpe Udoh           | 14                  | 2                   | 1                   | 35:34               |
| Suplentes           |                     |                     |                     |                     |                     |
| 3                   | Ricky Hickman       | 3                   | 1                   | 0                   | 3:29                |
| 5                   | Barış Hersek        |                     |                     |                     |                     |
| DNP                 |                     |                     |                     |                     |                     |
| 10                  | Melih Mahmutoğlu    |                     |                     |                     |                     |
| DNP                 |                     |                     |                     |                     |                     |
| 16                  | Kostas Sloukas      | 13                  | 5                   | 7                   | 30:38               |
| 23                  | Berk Uğurlu         |                     |                     |                     |                     |
| DNP                 |                     |                     |                     |                     |                     |
| 24                  | Jan Veselý          | 14                  | 3                   | 1                   | 18:09               |
| 33                  | Nikola Kalinić      | 0                   | 2                   | 1                   | 20:30               |
| Treinador           | Treinador           | Željko Obradović    | Željko Obradović    | Željko Obradović    | Željko Obradović    |

| Laboral Kutxa Vitoria | Laboral Kutxa Vitoria | Laboral Kutxa Vitoria | Laboral Kutxa Vitoria | Laboral Kutxa Vitoria | Laboral Kutxa Vitoria |
| Jogador               | Jogador               | Pts                   | Reb                   | Assts                 | Minutos               |
| --------------------- | --------------------- | --------------------- | --------------------- | --------------------- | --------------------- |
| 20                    | Darius Adams          | 19                    | 2                     | 7                     | 36:14                 |
| 8                     | Ádám Hanga            | 10                    | 5                     | 0                     | 41:47                 |
| 42                    | Dāvis Bertāns         | 2                     | 2                     | 1                     | 24:20                 |
| 14                    | Kim Tillie            | 13                    | 3                     | 0                     | 29:34                 |
| 6                     | Darko Planinić        | 0                     | 2                     | 0                     | 9:31                  |
| Suplentes             |                       |                       |                       |                       |                       |
| 3                     | Mike James            | 6                     | 2                     | 5                     | 31:15                 |
| 4                     | Mamadou Diop          |                       |                       |                       |                       |
| DNP                   |                       |                       |                       |                       |                       |
| 5                     | Fabien Causeur        | 0                     | 0                     | 0                     | 3:13                  |
| 9                     | Ioannis Bourousis     | 22                    | 10                    | 2                     | 33:19                 |
| 11                    | Jaka Blažič           | 5                     | 2                     | 1                     | 14:32                 |
| 12                    | Ilimane Diop          | 0                     | 0                     | 0                     | 1:15                  |
| 33                    | Alberto Corbacho      |                       |                       |                       |                       |
| DNP                   |                       |                       |                       |                       |                       |
| Treinador             | Treinador             | Velimir Perasović     | Velimir Perasović     | Velimir Perasović     | Velimir Perasović     |

## Decisão de Terceiro Lugar
| 15 de Maio 17:00 (CEST) | Relatório | Laboral Kutxa Vitoria                         | 75–85 | Lokomotiv Kuban                                                              |  | Mercedes-Benz Arena, Berlim Público: 10,658 Árbitros: Christos Christodoulou (GRE), Borys Rhyzhyk (UKR), Piotr Pastusiak (POL) |  |
| 15 de Maio 17:00 (CEST) | Relatório | Placar por quarto: 16–20, 26–20, 11–21, 22–24 |       |                                                                              |  | Mercedes-Benz Arena, Berlim Público: 10,658 Árbitros: Christos Christodoulou (GRE), Borys Rhyzhyk (UKR), Piotr Pastusiak (POL) |  |
| 15 de Maio 17:00 (CEST) | Relatório | Pts: Adams 25 Rbts: Hanga 7 Asts: Adams 6     |       | Pts: Delaney, Broekhoff 21 Rbts: Claver, Singleton 7 Asts: Delaney, Draper 4 |  | Mercedes-Benz Arena, Berlim Público: 10,658 Árbitros: Christos Christodoulou (GRE), Borys Rhyzhyk (UKR), Piotr Pastusiak (POL) |  |

| Laboral Kutxa Vitoria | Laboral Kutxa Vitoria | Laboral Kutxa Vitoria | Laboral Kutxa Vitoria | Laboral Kutxa Vitoria | Laboral Kutxa Vitoria |
| Jogador               | Jogador               | Pts                   | Reb                   | Assts                 | Minutos               |
| --------------------- | --------------------- | --------------------- | --------------------- | --------------------- | --------------------- |
| 20                    | Darius Adams          | 25                    | 6                     | 6                     | 33:52                 |
| 8                     | Ádám Hanga            | 3                     | 7                     | 1                     | 27:37                 |
| 42                    | Dāvis Bertāns         | 13                    | 0                     | 1                     | 26:06                 |
| 14                    | Kim Tillie            | 7                     | 6                     | 2                     | 31:53                 |
| 6                     | Darko Planinić        | 5                     | 2                     | 1                     | 10:33                 |
| Suplentes             |                       |                       |                       |                       |                       |
| 3                     | Mike James            | 2                     | 0                     | 1                     | 14:28                 |
| 4                     | Mamadou Diop          |                       |                       |                       | DNP                   |
| 5                     | Fabien Causeur        |                       |                       |                       | DNP                   |
| 9                     | Ioannis Bourousis     | 5                     | 2                     | 1                     | 17:43                 |
| 11                    | Jaka Blažič           | 8                     | 3                     | 0                     | 20:21                 |
| 12                    | Ilimane Diop          | 4                     | 3                     | 0                     | 8:23                  |
| 33                    | Alberto Corbacho      | 3                     | 0                     | 1                     | 9:04                  |
| Treinador             | Treinador             | Velimir Perasović     | Velimir Perasović     | Velimir Perasović     | Velimir Perasović     |

| Lokomotiv Kuban | Lokomotiv Kuban  | Lokomotiv Kuban | Lokomotiv Kuban | Lokomotiv Kuban | Lokomotiv Kuban |
| Jogador         | Jogador          | Pts             | Reb             | Assts           | Minutos         |
| --------------- | ---------------- | --------------- | --------------- | --------------- | --------------- |
| 0               | Malcolm Delaney  | 21              | 5               | 4               | 31:23           |
| 10              | Sergey Bykov     | 0               | 0               | 2               | 12:31           |
| 9               | Víctor Claver    | 10              | 7               | 3               | 31:18           |
| 1               | Chris Singleton  | 10              | 7               | 2               | 25:47           |
| 45              | Broekhoff        | 21              | 6               | 3               | 38:23           |
| Suplentes       |                  |                 |                 |                 |                 |
| 3               | Anthony Randolph |                 |                 |                 | DNP             |
| 4               | Dontaye Draper   | 2               | 0               | 4               | 25:43           |
| 12              | Matt Janning     | 10              | 1               | 0               | 8:01            |
| 15              | Maxim Kolyushkin |                 |                 |                 | DNP             |
| 17              | Nikita Balashkov | 0               | 0               | 0               | 3:19            |
| 18              | Evgeny Voronov   | 0               | 1               | 0               | 3:59            |
| 20              | Andrey Zubkov    | 11              | 2               | 2               | 19:36           |
| Treinador       | Treinador        | Bartzokas       | Bartzokas       | Bartzokas       | Bartzokas       |

## Final
| 15 de Maio 20:00 (CEST) | Relatório | Fenerbahçe Istambul                                      | 96–101 | CSKA Moscou                                                         | OT | Mercedes-Benz Arena, Berlim Público: 12,250 Árbitros: Luigi Lamonica (ITA), Robert Lottermoser (GER), Damir Javor (SLO) |  |
| 15 de Maio 20:00 (CEST) | Relatório | Placar por quarto: 20–22, 10–28, 23–19, 30–14, OT: 13–18 |        |                                                                     | OT | Mercedes-Benz Arena, Berlim Público: 12,250 Árbitros: Luigi Lamonica (ITA), Robert Lottermoser (GER), Damir Javor (SLO) |  |
| 15 de Maio 20:00 (CEST) | Relatório | Pts: Dixon 17 Rbts: Udoh 11 Asts: Dixon 4                |        | Pts: De Colo 22 Rbts: Teodosić, Khryapa 5 Asts: Teodosić, De Colo 7 | OT | Mercedes-Benz Arena, Berlim Público: 12,250 Árbitros: Luigi Lamonica (ITA), Robert Lottermoser (GER), Damir Javor (SLO) |  |

## Campeões
| Campeões da Euroliga de 2015-16 |
| ------------------------------- |
| CSKA Moscou 7º título           |